# Julie De Groote
Julie Colombe Bethsabée De Groote (Etterbeek, 18 mei 1964) is een Belgisch politica voor Les Engagés.

## Levensloop
De Groote studeerde af als licentiaat in de rechten aan de UCL en volgde van 1984 tot 1989 tevens zanglessen in New York, waar ze optrad op verschillende jazz- en operavoorstellingen. 
Eens terug in België was ze van 1989 tot 1992 kabinetsmedewerker voor Binnenlandse en Juridische Zaken, Institutionele Hervormingen en Buitenlandse Betrekkingen op het kabinet van PSC-vicepremier Melchior Wathelet. Toen Wathelet van 1992 tot 1995 minister van Economische Zaken was, werkte De Groote op diens kabinet op de dossiers rond consumentenbescherming, handelsreglementering, leefmilieu en industriële terreinen. Nadien was De Groote van 1995 tot 1999 medewerker op het kabinet van de voorzitter van de Europese Commissie Jacques Santer, waar ze werkte op de thema's sociale zaken, tewerkstelling, binnenlandse en juridische zaken, consumentenzaken en betrekkingen met het Europees Parlement.
Van 1999 tot 2019 was Julie De Groote lid van het Brussels Hoofdstedelijk Parlement. Ze zetelde er in de commissies Economische Zaken, Energie, Werkgelegenheidsbeleid en Wetenschappelijk Onderzoek; Ruimtelijke Ordening, Stedenbouw en Grondbeleid; Territoriale Ontwikkeling en Binnenlandse Zaken. Ook had De Groote van 1999 tot 2014 zitting in het Parlement van de Franse Gemeenschap, waar ze van 2004 tot 2009 voorzitter was van de commissie Onderwijs. Van juli 2009 tot april 2013 was ze vervolgens voorzitster van het Parlement van de Franstalige Brusselaars (COCOF), de assemblee van de Franse Gemeenschapscommissie. In 2013 gaf ze deze functie door aan haar partijgenoot Hamza Fassi-Fihri, hierbij zag ze af van haar ontslagvoergoeding. Vervolgens nam ze het cdH-fractieleiderschap op in het Parlement van de Franse Gemeenschap, een functie die ze beoefende tot in mei 2014. Van oktober 2014 tot mei 2019 was De Groote opnieuw voorzitter van het Parlement van de Franstalige Brusselaars. Bij de parlementsverkiezingen van mei 2019 stelde ze zich niet langer kandidaat. Na haar regionale politieke loopbaan werd Julie De Groote in 2022 actief als consultante op het gebied van bedrijfsondersteuning. 
Op lokaal politiek niveau werd De Groote in oktober 2000 verkozen tot gemeenteraadslid van Elsene. Van januari 2001 tot december 2006 was ze er schepen van Handel, Economische Ontwikkeling, Juridische Zaken en Europese Zaken. Toen het cdH in 2006 in de oppositie van Elsene terechtkwam, werd ze fractievoorzitter in de gemeenteraad. In september 2019 verliet De Groote de Elsense gemeenteraad en verliet ze tijdelijk de actieve politiek. In oktober 2024 kwam De Groote terug op in Elsene en werd ze opnieuw verkozen tot gemeenteraadslid. Haar partij Les Engagés belandde in de meerderheid en sinds december 2024 is zij schepen voor Stedenbouw en Erfgoed.
Van 2019 tot 2024 was De Groote tevens bestuurder bij Wallonie Bruxelles Enseignement, de inrichtende macht van het onderwijs van de Franse Gemeenschap.